# Crown Point (New York)
Crown Point ist eine Town an der Ostspitze des Essex County (New York) im Adirondack Park in den USA. Das U.S. Census Bureau hat bei der Volkszählung 2020 eine Einwohnerzahl von 2.042 ermittelt.

## Geschichte
In der Kolonialzeit und während des Amerikanischen Unabhängigkeitskrieges kam Crown Point eine strategische Bedeutung zu, da es als befestigte Stellung am Westufer des Lake Champlain nur 24 Kilometer nördlich von Fort Ticonderoga lag und somit nur eine Tagesreise entfernt.
Nach dem Fehlschlag der amerikanischen Invasion von Kanada (1775) war der Ort der nördlichste Punkt unter amerikanischer Kontrolle. Während des britischen Saratoga-Feldzuges 1777 stationierte der britische General John Burgoyne hier ein Vorratslager für die Schlacht von Ticonderoga.

## Geographie
Die östliche Stadtgrenze, das Ufer des Lake Champlain, ist die Grenze zu Vermont (Addison County). Die Lake Champlain Bridge verbindet seit 1929 Crown Point mit Vermont und dem dortigen U.S. Highway 17.
Die Town hat eine Fläche von 212,1 km². Davon sind 197,5 km² Land und 14,6 km² Gewässer. Zu den Ortschaften und anderen geographischen Objekten in Crown Point gehören:
- Bulwagga Bay – eine Bucht zwischen der Crown Point Peninsula und dem Festland des Countys
- Burdick Crossing – ein Weiler im nordöstlichen Teil der Stadt, südlich von Crown Point an der County Road 48
- Cold Spring Park – ein Weiler im nordöstlichen Teil der Stadt an der County Road 7
- Crown Point – ein Dorf im östlichen Teil der Stadt am U.S. Highway 9N. Der Crown Point Green Historic District wurde 2015 in das National Register of Historic Places aufgenommen.
- Crown Point – eine Halbinsel am Südende des Lake Champlain und ein Ort einiger historischer Befestigungen, der Crown Point State Historic Site
- Crown Point Center – ein Weiler westlich von Factoryville an der Kreuzung der County Roads 2 und 7
- Eagle Lake – ein See im Südwesten der Town
- Factoryville – ein Weiler westlich von Crown Point
- Ironville – ein Weiler im Südteil der Stadt mit dem Ironville Historic District
- Penfield Pond – ein See an der südlichen Grenze der Town
- Putts Creek Wildlife Management Area – ein Wildschutzgebiet nördlich des Dorfes Crown Point

## Bevölkerung
Laut der Volkszählung von 2000 hat Crown Point 2.119 Einwohner, 797 Haushalte und 579 Familien. Die Einwohnerdichte beträgt 10,7 Einwohner/km².
Es gibt 797 Haushalte, von denen 33,9 % Kinder im Alter unter 18 haben, 58,2 % sind Paare, 8,3 % sind alleinerziehende Mütter. 21,3 % aller Haushalte sind Singlehaushalte, knapp die Hälfte davon sind über 65 Jahre. 28,0 % der Bevölkerung sind unter 18 Jahre alt und 14,4 % über 65.
Das mittlere Einkommen pro Haushalt beträgt 33.958 $ und das mittlere Einkommen pro Familie 39.853 $. Männer haben ein mittleres Einkommen von 31.106 $, Frauen 20.074 $. Das Pro-Kopf-Einkommen der Stadt beträgt 16.692 $. 14,6 % aller Einwohner, 10,8 % aller Familien, 20,9 % aller unter 18-Jährigen und 9,6 % aller über 65-Jährigen leben unterhalb der Armutsgrenze.

## Galerie

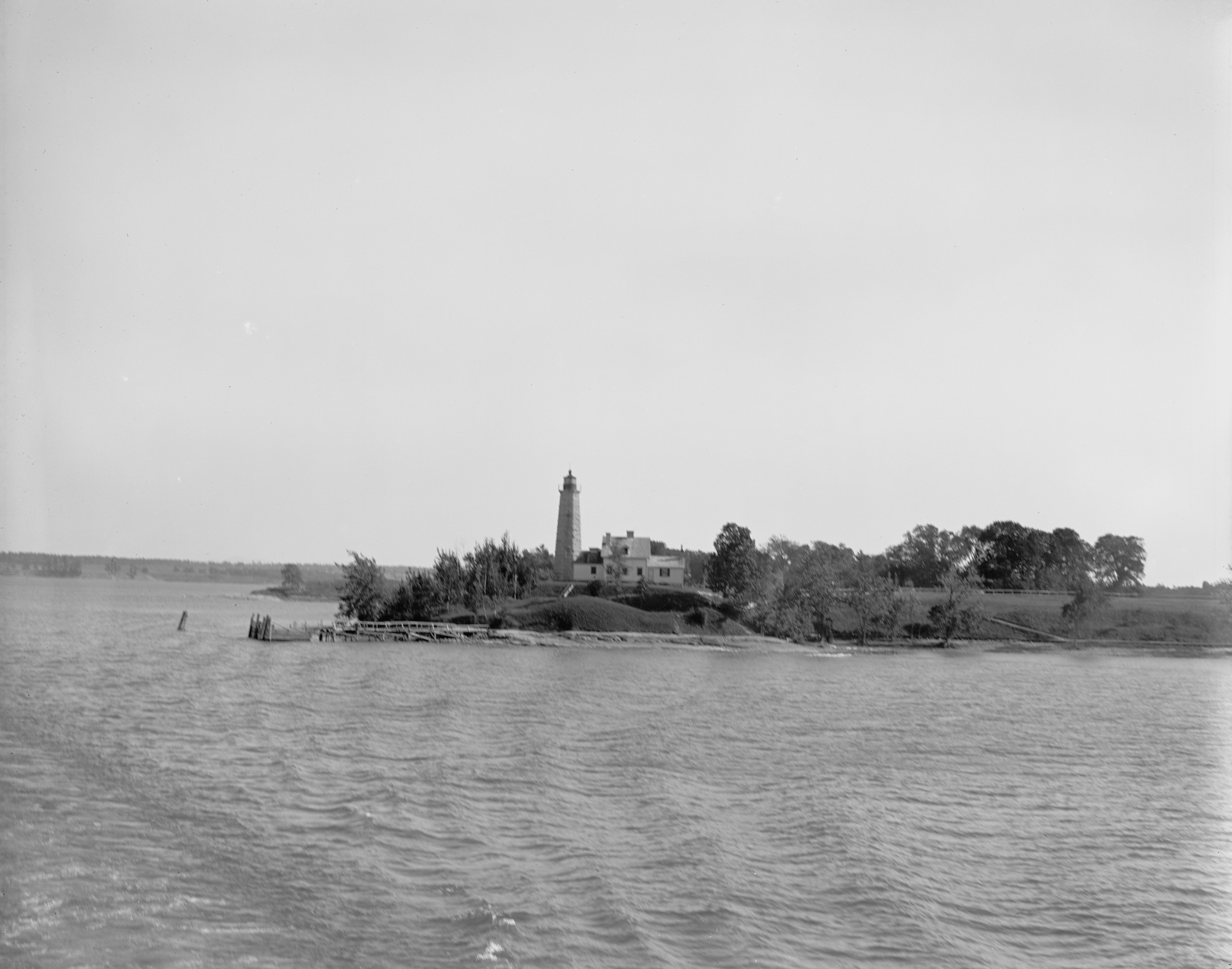
Lake Champlain, N.Y., Crown Point Leuchtturm zwischen 1890 und 1910.
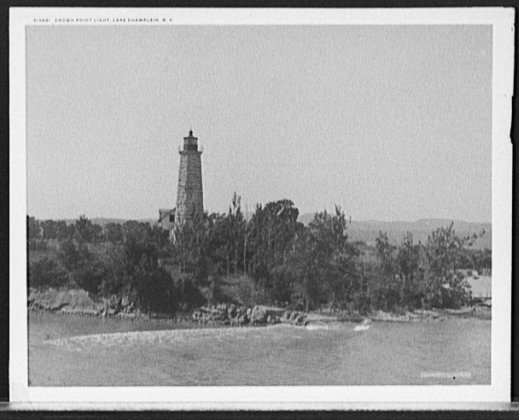
Crown Point Leuchtturm, Lake Champlain, N.Y. circa 1907.
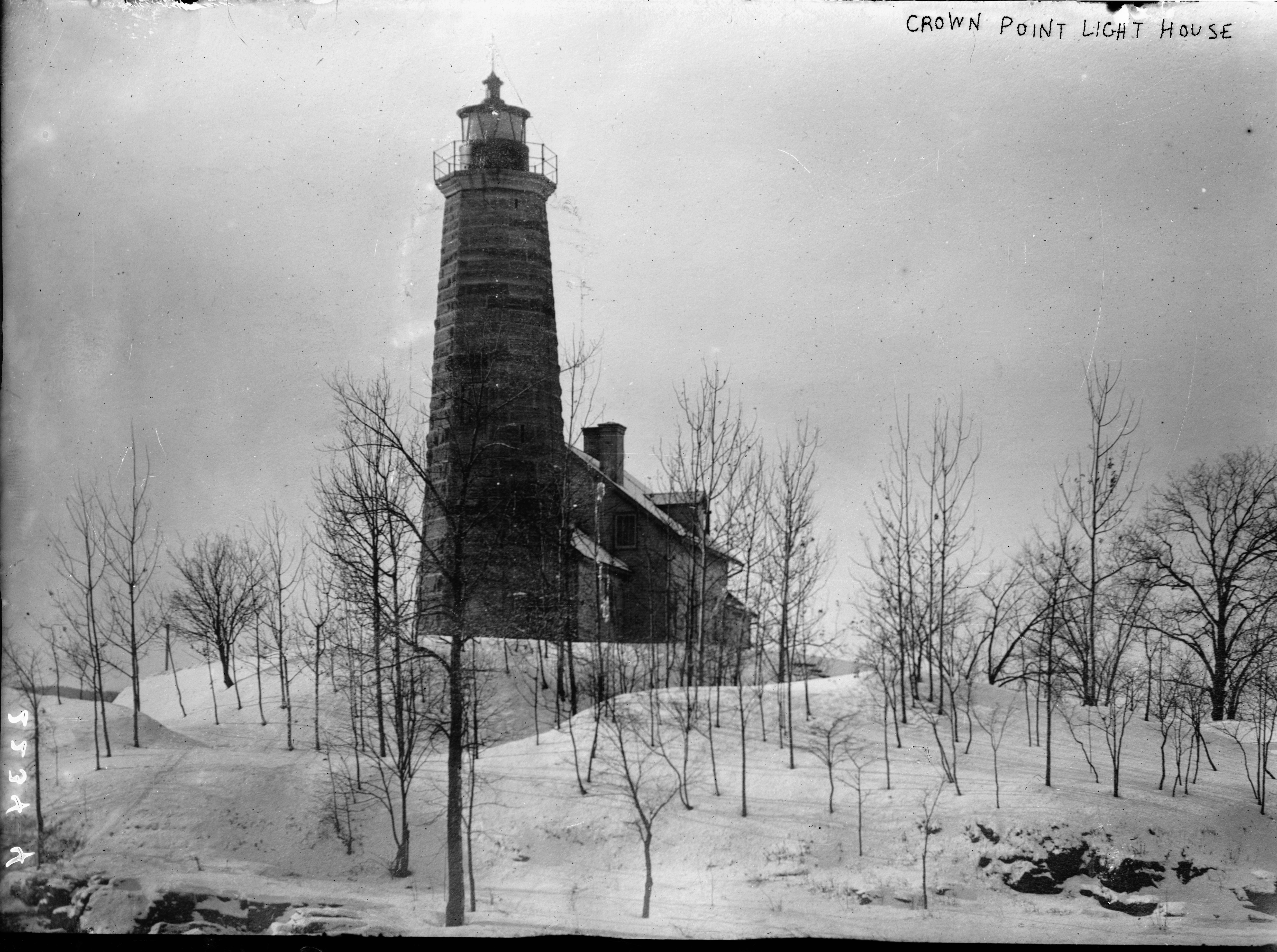
Crown Point Leuchtturm.
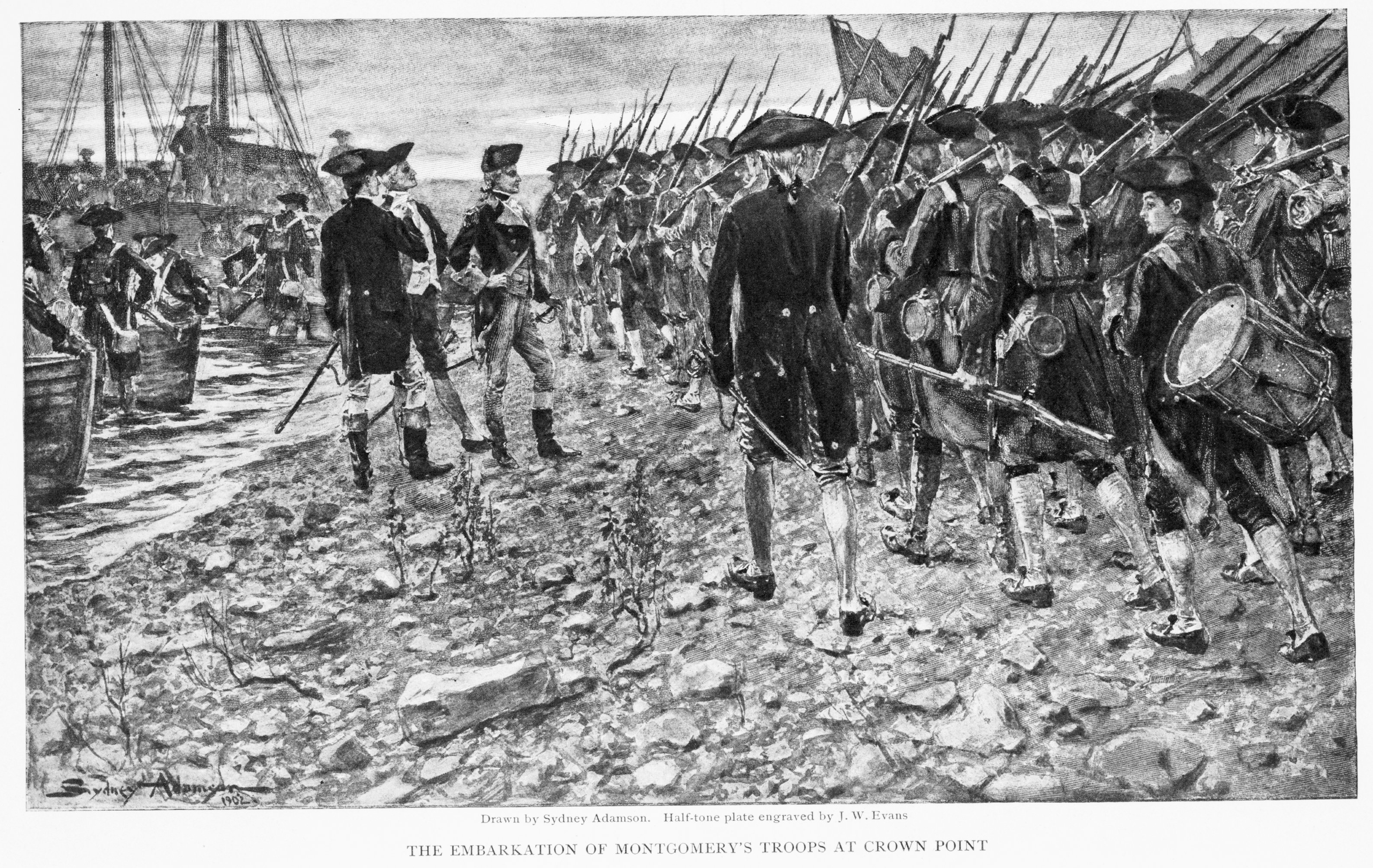
Die Einschiffung von Montgomerys Truppen bei Crown Point. Richard Montgomery und Truppen am Ufer bei Crown Point (New York), auf dem Weg zur Invasion von Kanada (1775). Gezeichnet von Sydney Adamson. Rasterdruck graviert von J.W. Evans. Gedruckt 1902.
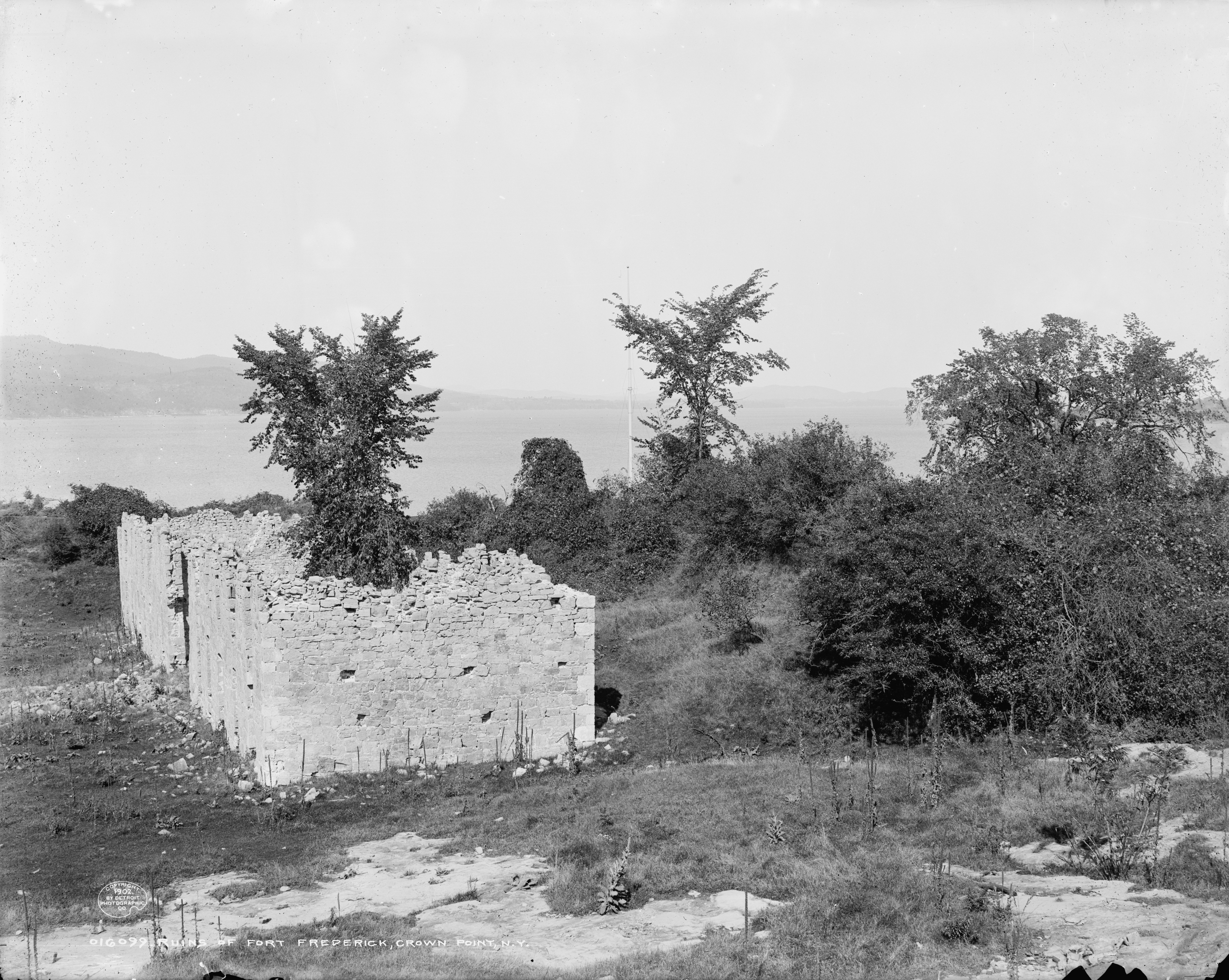
Ruinen des Fort Crown Point, N.Y. circa 1902.
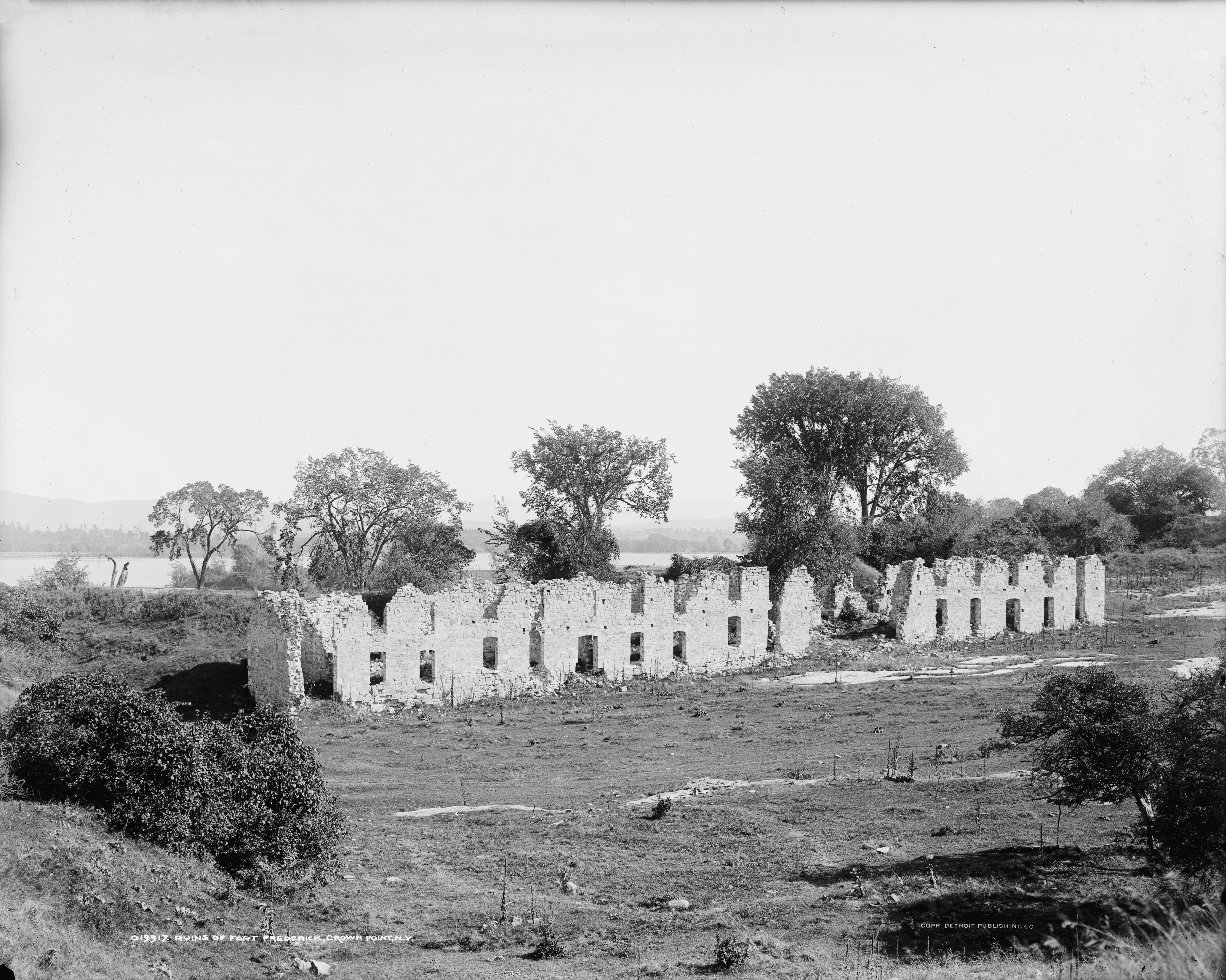
Ruinen von Fort Crown Point, circa 1907.
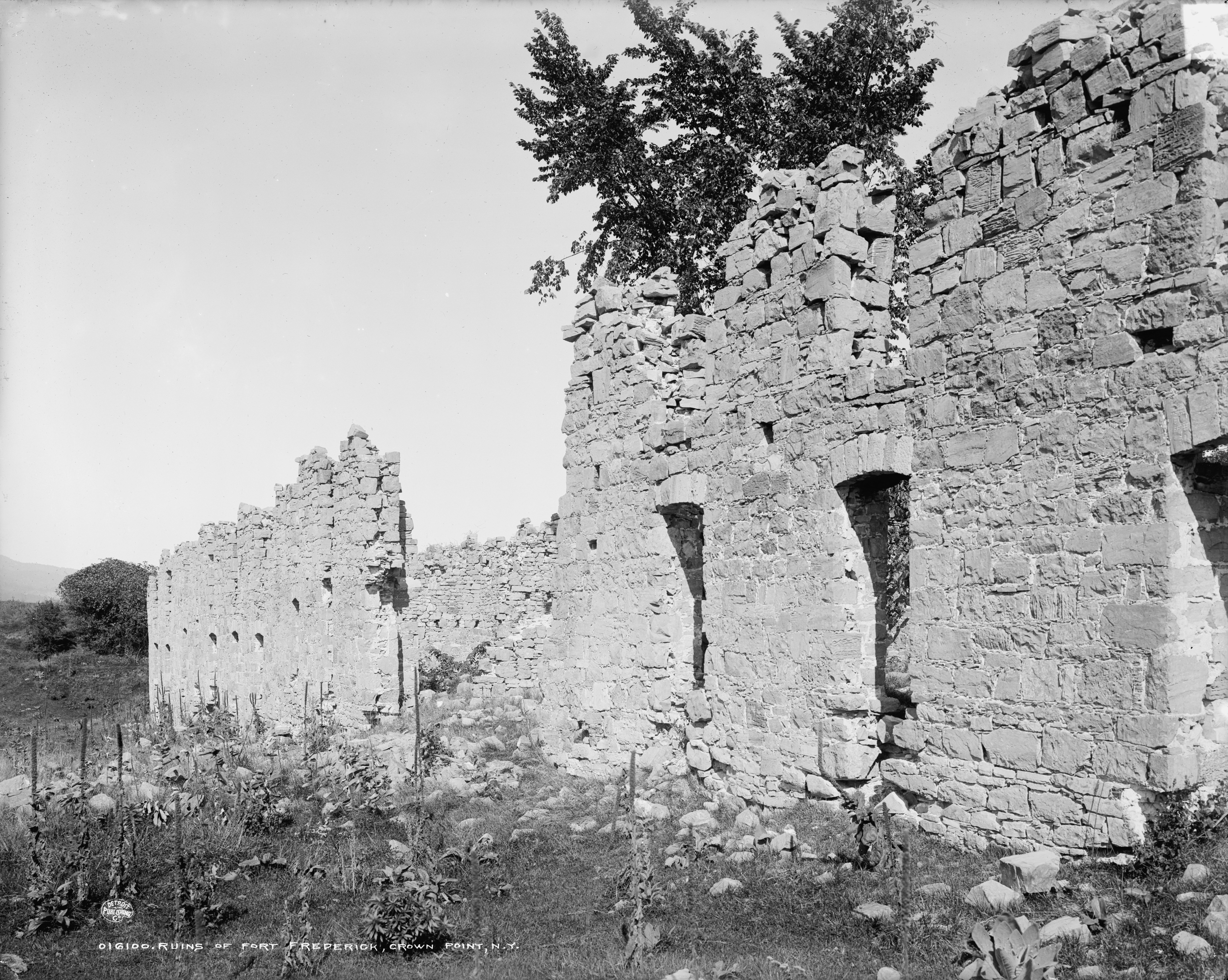
Ruinen von Fort Crown Point, zwischen 1900 und 1906.
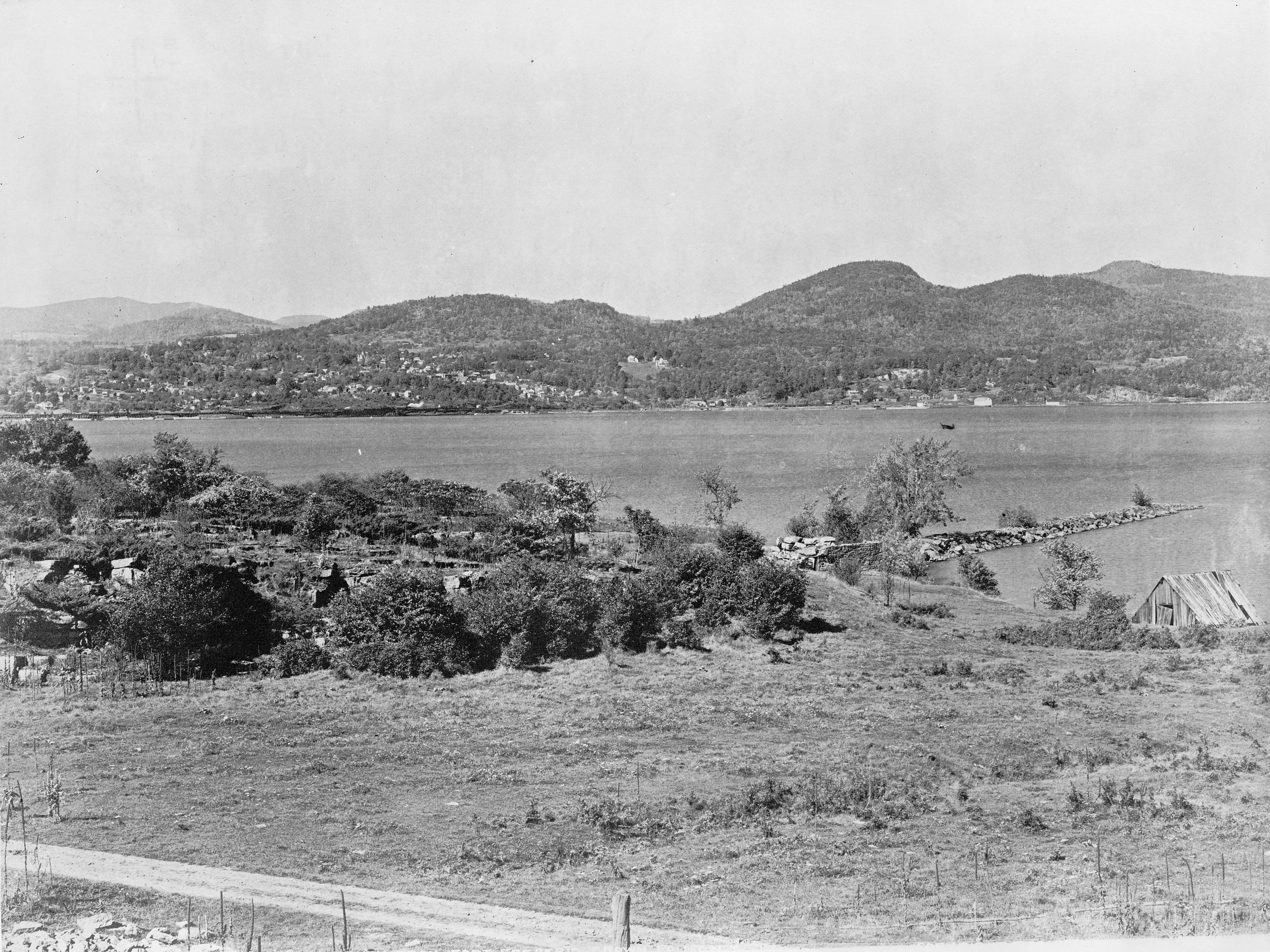
Fort Henry von Fort Frederic, Crown Point, N.Y. Die Fotografie zeigt einen Blick über den Lake Champlain auf Hügel in der Ferne am 23. Dezember 1902.